# Jurij Pavlovics Psenyicsnyikov
Jurij Pavlovics Psenyicsnyikov (oroszul: Юрий Павлович Пшеничников; Taskent, 1940. június 2. – Moszkva, 2019. december 20.) szovjet válogatott orosz labdarúgó, kapus, edző.

## Pályafutása

### Klubcsapatban
1958 és 1960 között a Trudovije Rezervi Taskent, 1960 és 1967 között a Pahtakor, 1968 és 1971 között a CSZKA Moszkva, 1972-ben ismét a Pahtakor labdarúgója volt.

### A válogatottban
1966 és 1970 között 19 alkalommal szerepelt a szovjet válogatottban. Részt vett még az 1968-as Európa-bajnokságon.

## Sikerei, díjai
CSZKA Moszkva
- Szovjet bajnok (1): 1970